# Manuel Hurtado de Mendoza
Manuel Hurtado de Mendoza (Santa Fe de Corrientes, ? – Virreinato del Perú, 1815) fue un militar argentino que participó en la Rebelión del Cuzco de 1814. Fue uno de los jefes de la expedición a Huamanga, que logró ocupar momentáneamente dicha ciudad, pero enseguida debió enfrentar la reacción de las tropas realistas, sufriendo dos derrotas. Un nuevo intento de ocupar Huamanga fracasó esta vez por la traición de uno de sus subordinados, que lo asesinó para reconciliarse con los realistas.

## Biografía
Vivía en el Cuzco, cuando el 3 de agosto de 1814 estalló allí la revolución encabezada por los hermanos Angulo y el brigadier indígena Mateo Pumacahua. Se le reconoció como brigadier, y junto con José Gabriel Béjar condujo la expedición a Huamanga, propagando en el camino la insurrección en favor de la independencia. Con su ejército engrosado, ocupó Huamanga el 20 de septiembre de 1814.
Hurtado de Mendoza fue el más ardiente y eficaz colaborador de la lucha por la independencia del Perú iniciada en el Cuzco, y sin duda fue el más audaz de los caudillos de entonces. Sufrió dos derrotas, una en Huanta el 3 de octubre de 1814, y otra en Matará el 4 de febrero de 1815. La reacción realista fue muy sanguinaria debido a la actuación del Regimiento de Talavera de la Reina, que mandaba el teniente coronel Vicente González y que cometió actos de terrorismo. Por su parte, Hurtado de Mendoza manchó también la causa patriota con diversos excesos, como el saqueo que sus tropas cometían, y con algunos asesinatos injustificables ocurridos en Huamanga.
Con los restos de sus fuerzas se retiró a Andahuaylas, donde organizó una nueva partida de guerrilleros que atacaron incesantemente las líneas realistas. Ya reorganizadas sus fuerzas, avanzó nuevamente hacia Huamanga, aprovechando que había allí una escasa guarnición de talaverinos. La vanguardia de las tropas patriotas  estaba al mando de José Manuel Romano, apodado Pucatoro (toro rojo). Pero al saberse que el general realista Juan Ramírez Orozco, tras vencer a Pumacahua y a Vicente Angulo en la batalla de Umachiri, había ocupado el Cuzco y que su vanguardia ya avanzaba hacia Abancay, cundió el desaliento entre las tropas peruanas, pues de pronto se vieron en amenazados de quedar entre dos fuegos. Surgió entonces la traición de Pucatoro, que provocó una trifulca en la que dio muerte a Hurtado de Mendoza, luego de lo cual se entregó a los realistas con todas sus fuerzas, el 14 de abril de 1815.